# キス・オン・ザ・ボトム
『キス・オン・ザ・ボトム』（英語: Kisses on the Bottom）は、ポール・マッカートニーが2012年に発表したアルバム。オリジナルの新曲2曲と、ジャズ・スタンダードのカバー12曲を収録している。

## 背景
プロデューサーのトミー・リピューマの推薦でダイアナ・クラールが起用され、大部分の曲ではクラールのツアー・バンドのメンバーであるロバート・ハーストとカリエム・リギンス、それにジョン・ピザレリもレコーディングに参加した。一部の曲に参加したジョン・クレイトン、ジェフ・ハミルトン、アンソニー・ウィルソンも、クラールのレコーディングに参加したことのあるプレイヤーである。更に、マイク・マイニエリ、クリスチャン・マクブライド、ヴィニー・カリウタ等のジャズ／フュージョン系プレイヤーに加えて、エリック・クラプトンやスティーヴィー・ワンダーがゲスト参加した。
選曲はマッカートニー、リピューマ、クラールが候補を出し、「もう望めない」等、マッカートニーがそれまで知らなかった曲も含まれていた。本作のためのレコーディング・セッションでは24曲がレコーディングされ、本作にはそのうち14曲が収録された。デラックス・エディション盤には、ウイングスのアルバム『バック・トゥ・ジ・エッグ』（1979年）収録曲「ベイビーズ・リクエスト」のセルフ・カヴァーと、フランク・シナトラの歌唱で知られる「マイ・ワン・アンド・オンリー・ラヴ」の2曲がボーナス・トラックとして追加されている。
マッカートニーのオリジナル曲「マイ・ヴァレンタイン」は、ナンシー・シェベル（2011年にマッカートニーの妻となる）とモロッコで休暇を過ごしていた時にナンシーとの会話が元になって作られた曲で、まだ本作のタイトルが公表されていなかった2011年12月に先行シングルとしてリリースされた。

## 反響・評価
全英アルバムチャートでは3位に達し、『フレイミング・パイ』（1997年）以来15年振りにトップ3入りした。オーストリアのアルバム・チャートでは4位に達し、『オフ・ザ・グラウンド』（1993年）以来19年振りにトップ5入りしている。
アメリカではBillboard 200で5位に達し、『ビルボード』のジャズ・アルバム・チャートでは1位を獲得。第55回グラミー賞では最優秀トラディショナル・ポップ・ボーカル・アルバム賞を受賞した。

## 収録曲
1. 手紙でも書こう - "I'm Gonna Sit Right Down and Write Myself a Letter" (Joseph Young, Fred Ahlert) - 2:36
2. ホーム - "Home (When Shadows Fall)" (Geoffrey Clarkson, Harry Clarkson, Peter Van Steeden) - 4:04
3. イッツ・オンリー・ア・ペイパー・ムーン - "It's Only a Paper Moon" (Harold Arlen, E.Y. "Yip" Harburg, Billy Rose)
4. もう望めない - "More I Cannot Wish You" (Frank Loesser) - 3:03
5. グローリー・オブ・ラヴ - "The Glory of Love" (Billy Hill) - 3:45
6. ウィ・スリー - "We Three (My Echo, My Shadow and Me)" (Dick Robertson, Nelson Cogane, Sammy Mysels) - 3:21
7. アクセンチュエイト・ザ・ポジティヴ - "Ac-Cent-Tchu-Ate the Positive"' (H. Arlen, Johnny Mercer) - 2:31
8. マイ・ヴァレンタイン - "My Valentine" (Paul McCartney) - 3:14
9. オールウェイズ - "Always" (Irving Berlin) - 3:49
10. マイ・ヴェリー・グッド・フレンド・ザ・ミルクマン - "My Very Good Friend the Milkman" (Johnny Burke, Harold Spina) - 3:03
11. バイ・バイ・ブラックバード - "Bye Bye Blackbird" (Ray Henderson, Mort Dixon) - 4:25
12. ゲット・ユアセルフ・アナザー・フール - "Get Yourself Another Fool" (Frank A. Haywood, Ernest Monroe Tukcer) - 4:42
13. インチ・ワーム - "The Inch Worm" (Frank Loesser) - 3:42
14. オンリー・アワ・ハーツ - "Only Our Hearts" (P. McCartney) - 4:21

### デラックス・エディション盤ボーナス・トラック
1. "Baby's Request" (P. McCartney) - 3:30
2. "My One and Only Love" (Robert Mellin, Guy B. Wood) - 3:50

## 参加ミュージシャン
- ポール・マッカートニー - ボーカル
- ダイアナ・クラール - ピアノ、リズム・アレンジメント(#1 - #13)
- ジョン・ピザレリ - ギター(#1 - #4, #6 - #9, #11)、アコースティック・ギター(#13)
- ロバート・ハースト - ベース( #1 - #4, #6 - #9, #11, #13)
- カリエム・リギンス - ドラムス( #1 - #4, #6 - #9, #11 - #13)
- マイク・マイニエリ - ヴィブラフォン(#2, #4, #5, #6)
- バッキー・ピザレリ - ギター(#3, #6)
- アンソニー・ウィルソン - ギター(#5, #10, #12)
- ジョン・クレイトン - ベース(#5, #10)
- ジェフ・ハミルトン - ドラムス(#5, #10)
- エリック・クラプトン - ギター(#8, #12)
- アイラ・ネプス - トロンボーン(#10)
- クリスチャン・マクブライド - ベース(#12)
- スティーヴィー・ワンダー - ハーモニカ(#14)
- タミール・ヘンデルマン - ピアノ(#14)
- ジョン・チオディニ - ギター(#14)
- チャック・バーゴファー - ベース(#14)
- ヴィニー・カリウタ - ドラムス(#14)
- ロンドン交響楽団(#2, #8, #9, #11, #12)